# Mâcon
Mâcon es una comuna francesa, prefectura del departamento de Saona y Loira, en la región de Borgoña-Franco Condado. En el último censo (2017), la localidad contaba con 33 638 habitantes mientras que su área urbana, que se extiende por tres departamentos, aglutina a 100 400 habitantes.

## Geografía
La ciudad se extiende a lo largo de la orilla occidental del Saona, entre Bresse al este y las montañas Beaujolais al sur. Mâcon es la ciudad más meridional de la región de Borgoña-Franco Condado, lo que le confiere con sus techos de tejas románicas y sus fachadas de colores un aire de ciudad sureña.
Rodeada por los viñedos de Mâconnais, la llanura en la que se encuentra Mâcon se encaja entre el macizo del Jura y el Macizo Central a través de las montañas de Mâconnais, esta última próxima a la ciudad (Pierreclos, Serrières y Cenves forman la frontera norte-estima del macizo).
Se encuentra 32 kilómetros al oeste de Bourg-en-Bresse (prefectura del departamento de Ain con el que limita el municipio), 53 kilómetros al sur de Chalon-sur-Saône (subprefectura de Saône-et-Loire), 61 kilómetros al norte de Lyon, 400 kilómetros al sur de París y 150 kilómetros al oeste de Ginebra.
El territorio de Mâcon está formado por dos partes desde 1972: la parte norte está formada por los municipios asociados de Saint-Jean-le-Priche y Sennecé-lès-Mâcon, y la parte sur está formada por la parte histórica de la ciudad y por el municipio asociado de Loché. El área del municipio es de 2699  hectáreas, incluidas 580 hectáreas de espacios verdes.

## Historia
En los alrededores de Mâcon, en los taludes del Saona, se han encontrado piezas de sílex tallado, objetos de bronce y cerámica primitiva, testimonios de una ocupación antigua.
Mâcon es la antigua Matisco, de la que sólo existía en el siglo VI un castro semiderruido a consecuencia de las invasiones. Childeberto, de vuelta de una expedición a la península ibérica, depositó en el lugar parte de las reliquias de San Vicente, de las que se había apoderado en Zaragoza, para lo que mandó erigir una basílica. Esa basílica sería posteriormente la primera catedral de Mâcon.
En la Edad Media, fue inicialmente señorío de los obispos locales, pero posteriormente fue centro de un condado dependiente del ducado de Borgoña. Era el extremo meridional del ducado, limítrofe con la Bresse, controlada por Saboya. En 1228 fue vendida a la corona de Francia, y formó parte de la dote de Micaela de Valois, hija de Carlos VI.
En el siglo XVI fue cuartel general protestante en Borgoña, lo que le reportaría la venganza de Guillermo de Saint-Point. Posteriormente los calvinistas causaron numerosas víctimas.
En la Revolución francesa no se registró episodio violento alguno, limitándose a la supresión del obispado, que pasó a ostentar el obispo de Autun. En 1789, Mâcon fue erigida capital de departamento.
El 10 de marzo de 1814 durante la guerra de la Sexta Coalición, se produce en la localidad un combate que termina con la victoria de las tropas austríacas de Vinzenz Ferrerius von Bianchi.
Durante la Segunda Guerra Mundial, Mâcon era la primera ciudad en territorio no ocupado entre París y Lyon.
En 1974, la ciudad fue laureada, junto con la italiana Cesenatico, con el Premio de Europa, una distinción otorgada anualmente por el Consejo de Europa, desde 1955, a aquellos municipios que hayan hecho notables esfuerzos para promover el ideal de la unidad europea.

## Administración y política
En el referéndum sobre la Constitución Europea ganó el no con un 51,58 % de los votos.
Algunos resultados electorales recientes (primeras vueltas del sistema francés):
| extrema izquierda | Dos listas de izquierda (socialistas, comunistas y otros) | Ecologistas | Derecha tradicional (dos listas) | Frente Nacional | Extrema derecha |
| ----------------- | --------------------------------------------------------- | ----------- | -------------------------------- | --------------- | --------------- |
| 3,8 %             | 43,0 %                                                    | 5,9 %       | 34,0 %                           | 11,7 %          | 1,6 %           |

## Demografía
Es la sexta ciudad más grande de Borgoña-Franco Condado tras Dijon (capital regional), Besanzón (sede del consejo regional), Belfort, Chalon-sur-Saône, Auxerre y por delante de las ciudades de Nevers y Sens. La población de su área urbana es la de más rápido crecimiento en la nueva región (+ 8.8 % entre 1999 y 2012).
| 12 000 | 10 807 | 10 653 | 10 411 | 12 384 | 13 515 | 14 466 | 15 112 | 16 783 | 16 546 | 18 765 | 19 175 | 18 239 | 17 570 | 19 567 | 19 669 | 19 573 | 18 739 | 18 928 | 19 059 | 19 779 | 18 207 | 18 427 | 18 496 | 19 324 | 21 073 | 22 393 | 25 714 | 33 445 | 39 344 | 38 404 | 37 275 | 34 469 | 33 865 | 33 730 | 33 236 |
| Para los censos de 1962 a 1999 la población legal corresponde a la población sin duplicidades (Fuente: INSEE [Consultar]) |        |        |        |        |        |        |        |        |        |        |        |        |        |        |        |        |        |        |        |        |        |        |        |        |        |        |        |        |        |        |        |        |        |        |        |

| Comuna asociada      | Población municipal en 2007 | Año de absorción |
| -------------------- | --------------------------- | ---------------- |
| Loché                | 360                         | 1972             |
| Saint-Jean-le-Priche | 374                         | 1971             |
| Sennecé-lès-Mâcon    | 975                         | 1971             |

## Economía
Según el censo de 1999, la distribución de la población activa por sectores era:
| agricultura | industria | construcción | servicios |
| ----------- | --------- | ------------ | --------- |
| 1,2 %       | 17,9 %    | 5,4 %        | 75,5 %    |

## Hermanamientos
- Alcázar de San Juan (España)
- Crewe (Reino Unido)
- Eger (Hungría)
- Lecco (Italia)
- Macon (Estados Unidos)
- Nantwich (Reino Unido)
- Neustadt an der Weinstrasse (Alemania)
- Overijse (Bélgica)
- Pori (Finlandia)
- Santo Tirso (Portugal)